# Stanisław Lem
Stanisław Herman Lem (kurz auch Stanislaw Lem, Aussprache: [staˈɲiswaf lɛm] anhörenⓘ; * 12. September 1921 in Lwów, Polen; † 27. März 2006 in Krakau) war ein polnischer Schriftsteller, bekannt vor allem als Science-Fiction-Autor sowie Philosoph und Essayist. Lems Werke wurden in 57 Sprachen übersetzt und insgesamt mehr als 45 Millionen Mal verkauft. Er gehört zu den meistgelesenen Science-Fiction-Autoren, wobei er sich selbst wegen der Vielschichtigkeit seines Wirkens nicht so bezeichnen mochte. Aufgrund der zahlreichen Wortspiele und Wortschöpfungen gelten seine Werke als schwierig zu übersetzen.
Lem gilt als brillanter Visionär und Utopist, der zahlreiche komplexe Technologien Jahrzehnte vor ihrer tatsächlichen Entwicklung erdachte. So schrieb er bereits in den 1960er und 1970er Jahren über Themen wie Nanotechnologie, neuronale Netze und virtuelle Realität. Ein wiederkehrendes Thema sind philosophische und ethische Aspekte und Probleme technischer Entwicklungen wie etwa der künstlichen Intelligenz, menschenähnlicher Roboter oder der Gentechnik. In zahlreichen seiner Werke setzte er Satire und humoristische Mittel ein, wobei er oft hintergründig das auf Technikgläubigkeit und Wissenschaft beruhende menschliche Überlegenheitsdenken als Hybris entlarvte. Einige seiner Werke tragen auch düstere und pessimistische Züge in Bezug auf die langfristige Überlebensfähigkeit der Menschheit. Häufig thematisierte er Kommunikationsversuche von Menschen mit außerirdischen Intelligenzen, die er etwa in einem seiner bekanntesten Romane, Solaris, als großes Scheitern verarbeitete.
In den 2000er Jahren wurde der vielseitig gebildete Lem zum Kritiker des – von ihm teilweise vorhergesagten – Internets und der Informationsgesellschaft, weil diese die Nutzer zu „Informationsnomaden“ machten, die nur „zusammenhangslos von Stimulus zu Stimulus hüpfen“ würden. „Es erweise sich als immer schwieriger, unterschiedliche Quellen und Sichtweisen zusammenzubringen, um ein rundes, vollständiges Wissensbild einer Sache zu erhalten.“

## Leben

### Familie und Kindheit: Lemberg, Flucht nach Krakau

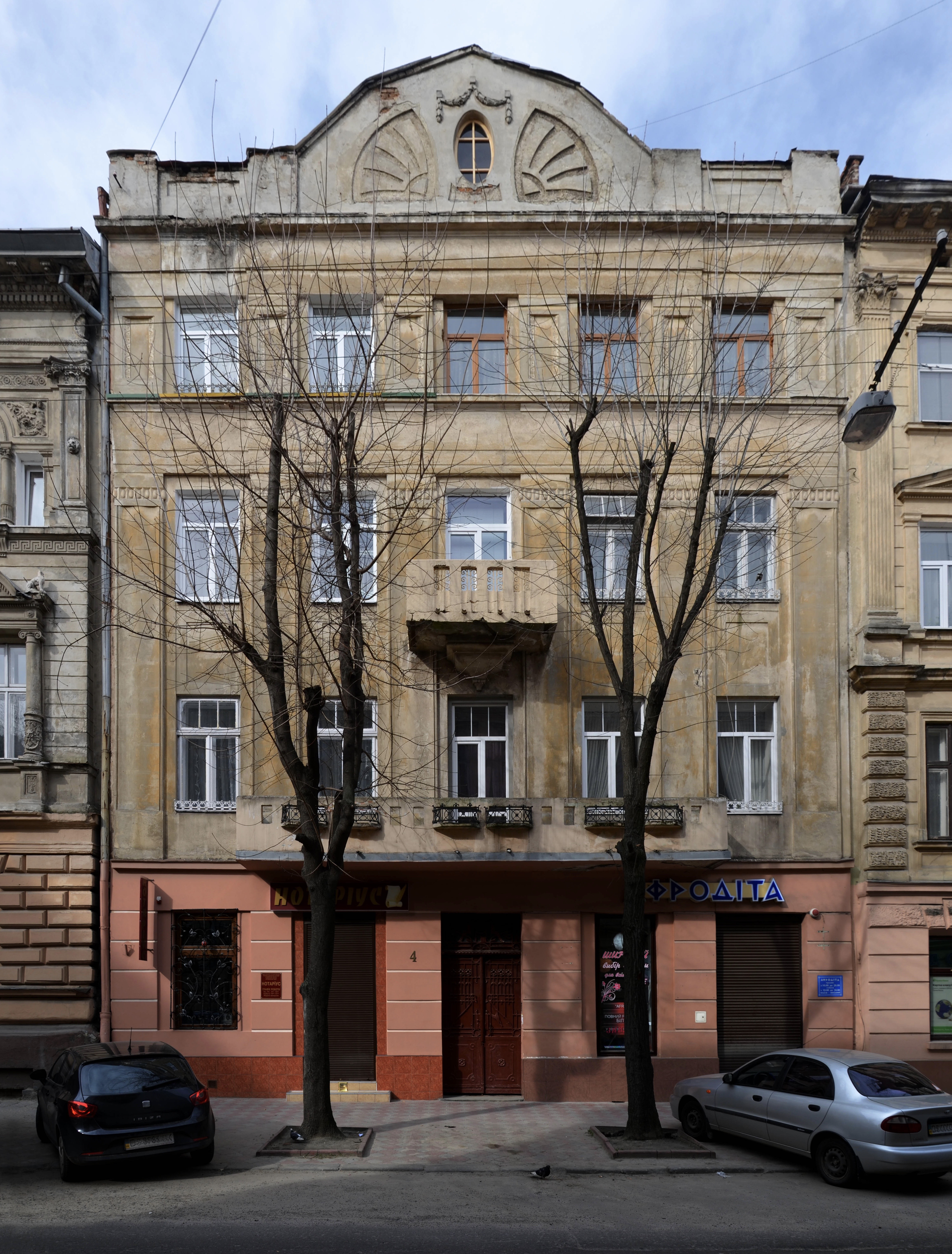
Das Haus in der Bohdan-Łepki-Straße in Lemberg, in dem Lem laut seiner Autobiographie Das Hohe Schloß seine Kindheit verbrachte.

Stanisław Lem kam als Sohn einer polnisch-jüdischen Arztfamilie auf die Welt. Sein Vater Samuel Lem war Hals-Nasen-Ohren-Arzt; der Satiriker Marian Hemar war sein Cousin.
Lem hatte eine behütete Kindheit. Er studierte von 1940 bis zur Besetzung Lembergs durch deutsche Truppen 1941 Medizin an der Universität Lemberg. Durch den Zweiten Weltkrieg wurden seine Studien unterbrochen. Lem konnte mit gefälschten Papieren seine jüdische Herkunft verschleiern; der Großteil seiner Familie kam im Holocaust ums Leben.

„Ich hab Hitler gebraucht, um draufzukommen, dass ich jüdisch bin.“

Während des Krieges arbeitete er als Hilfsmechaniker und Schweißer für eine deutsche Firma, die Altmaterial aufarbeitete. Er half dem Widerstand gegen den Nationalsozialismus. Als gegen Ende des Krieges Polen durch die Rote Armee von den Nazis befreit wurde und das Land zum Einflussbereich der Sowjetunion gehörte, setzte er sein Studium in Lemberg fort. 1945 musste er, nachdem seine Heimatstadt an die Sowjetunion gefallen war, nach Krakau ziehen.

### Fortsetzung des Medizinstudiums, Psychologie, erste literarische Versuche
An der Jagiellonen-Universität in Krakau nahm er sein Medizinstudium zum dritten Mal auf. Hier arbeitete er zwischen 1948 und 1950 am Konserwatorium Naukoznawcze als Forschungsassistent bei Mieczysław Choynowski an Problemen der angewandten Psychologie. Zur gleichen Zeit lernte er den Redakteur des Tygodnik Powszechny Jerzy Turowicz kennen, der neben Choynowski eine prägende Figur wurde. Zu seinem damaligen Freundeskreis gehörte auch Wisława Szymborska. In diese Zeit fielen auch seine ersten literarischen Versuche, und er begann in seiner Freizeit Geschichten zu schreiben, darunter die Theaterstücke Jacht „Paradise“ (mit seinem Freund Roman Husarski) und das erst nach Lems Tod wiedergefundene und 2009 herausgegebene Korzenie. Drrama wieloaktowe, eine antistalinistische Satire. 1948 entstand sein erster Roman Szpital Przemienienia (dt. Die Irrungen des Dr. Stefan T.), der wegen der Zensur erst acht Jahre später erscheinen konnte. Ebenfalls in dieser Zeit lernte er seine künftige Frau Barbara Leśniak – eine Radiologin – kennen, die er 1953 heiratete.
Lem erhielt das Zertifikat, sein Studium vollständig abgeschlossen zu haben. Allerdings weigerte er sich in seinem letzten Examen, Antworten im Sinne des Lyssenkoismus zu geben, weil er diesen ablehnte. Durch diese Weigerung konnte er einem Dasein als Militärarzt entgehen, denn die Prüfer ließen ihn dafür durchfallen.

„Die Armee nahm all meine Freunde, nicht für ein oder zwei Jahre, sondern für immer.“

Da er deswegen aber auch nicht als Arzt praktizieren konnte, arbeitete er in der Forschung und verlegte sich immer mehr aufs Schreiben.
Lem war polyglott: er beherrschte Polnisch, Latein (aus der medizinischen Schule), Deutsch, Französisch, Englisch, Russisch und Ukrainisch. Lem behauptete, dass sein IQ in der Schule mit 180 getestet worden sei.

### Familiengründung
Lem war bis zu seinem Tod mit Barbara Lem, geb. Leśniak, verheiratet. Sie starb am 27. April 2016. Ihr einziger Sohn, Tomasz, wurde 1968 geboren. Er studierte Physik und Mathematik an der Universität Wien und machte seinen Abschluss in Physik an der Princeton University. Tomasz schrieb eine Biografie über seinen Vater, Awantury na tle powszechnego ciążenia, die zahlreiche persönliche Details über Stanisław Lem enthält. Auf dem Buchumschlag steht, dass Tomasz Lem als Übersetzer arbeitet und eine Tochter, Anna, hat.

### Berlin, Wien, Literat
1982 zog Lem wegen der Ausrufung des Kriegsrechts in Polen nach West-Berlin um, wo er ein Fellowship am Wissenschaftskolleg zu Berlin antrat und Briefkontakt zu Siegfried Unseld pflegte. Ab 1983 lebte er in Wien. Ab 1984 bestand Lems Schreibmuster darin, kurz vor fünf Uhr morgens aufzustehen und bald darauf mit dem Schreiben zu beginnen, fünf oder sechs Stunden lang, bevor er eine Pause einlegte. 1988 kehrte er nach Polen zurück.
Lem war ein aggressiver Autofahrer. Er liebte Süßigkeiten (vor allem Halva und mit Schokolade überzogenes Marzipan) und gab sie auch dann nicht auf, als er gegen Ende seines Lebens an Diabetes erkrankte. Mitte der 1980er Jahre hörte er aufgrund gesundheitlicher Probleme mit dem Rauchen auf.

### Tod und Begräbnisstätte

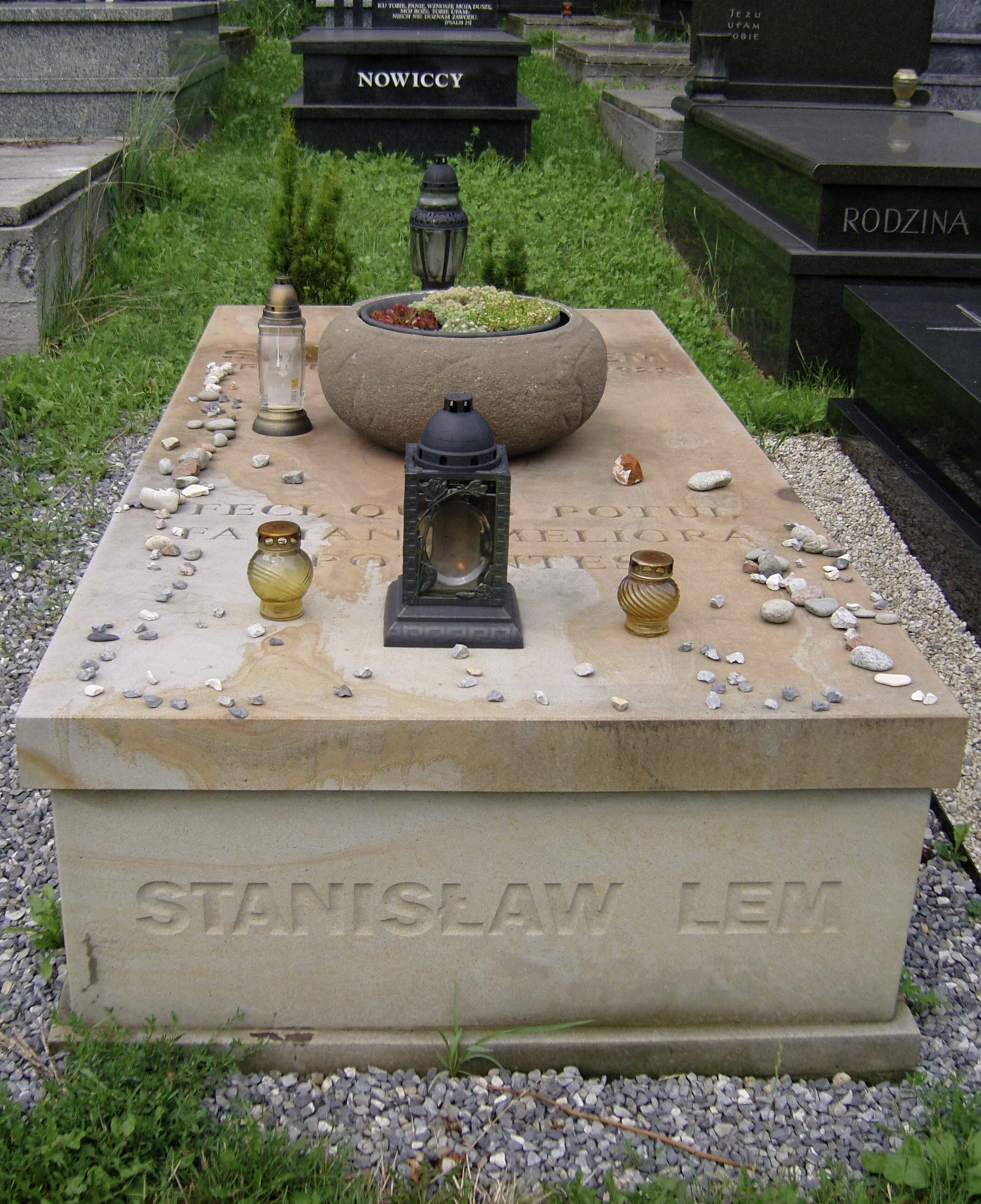
Lems Grabstätte auf dem Salwator-Friedhof in Krakau

Stanisław Lem starb am 27. März 2006 im Alter von 84 Jahren an einer Herzerkrankung im Krankenhaus der Medizinischen Hochschule der Jagiellonen-Universität in Krakau. Er wurde auf dem Salwator-Friedhof, Sektor W, Reihe 4, Grab 17 (polnisch: cmentarz Salwatorski, sektor W, rząd 4, grób 17) beigesetzt. Auf der Grabplatte steht:

„FECI QUOD POTUI FACIANT MELIORA POTENTES“

zu Deutsch: Ich habe getan, was ich konnte. Mögen die, die es können, etwas Besseres machen.

### Literarisches Schaffen

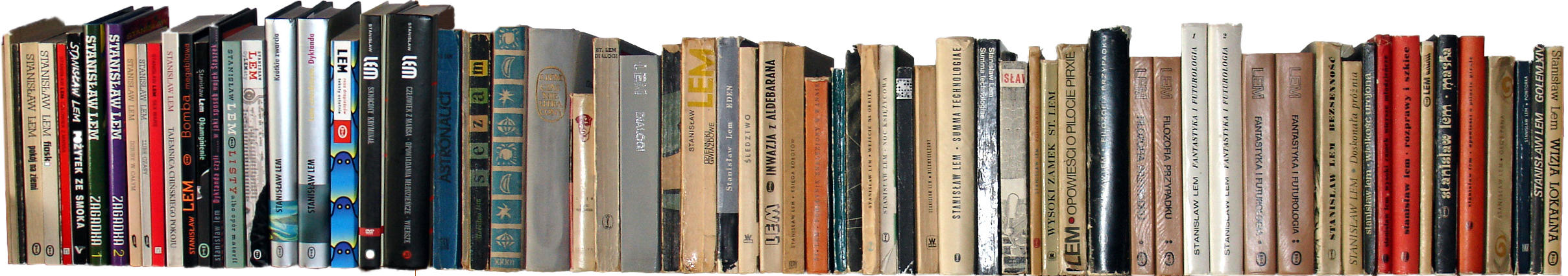
Zusammenstellung der polnischen Erstausgaben von Lems Werken

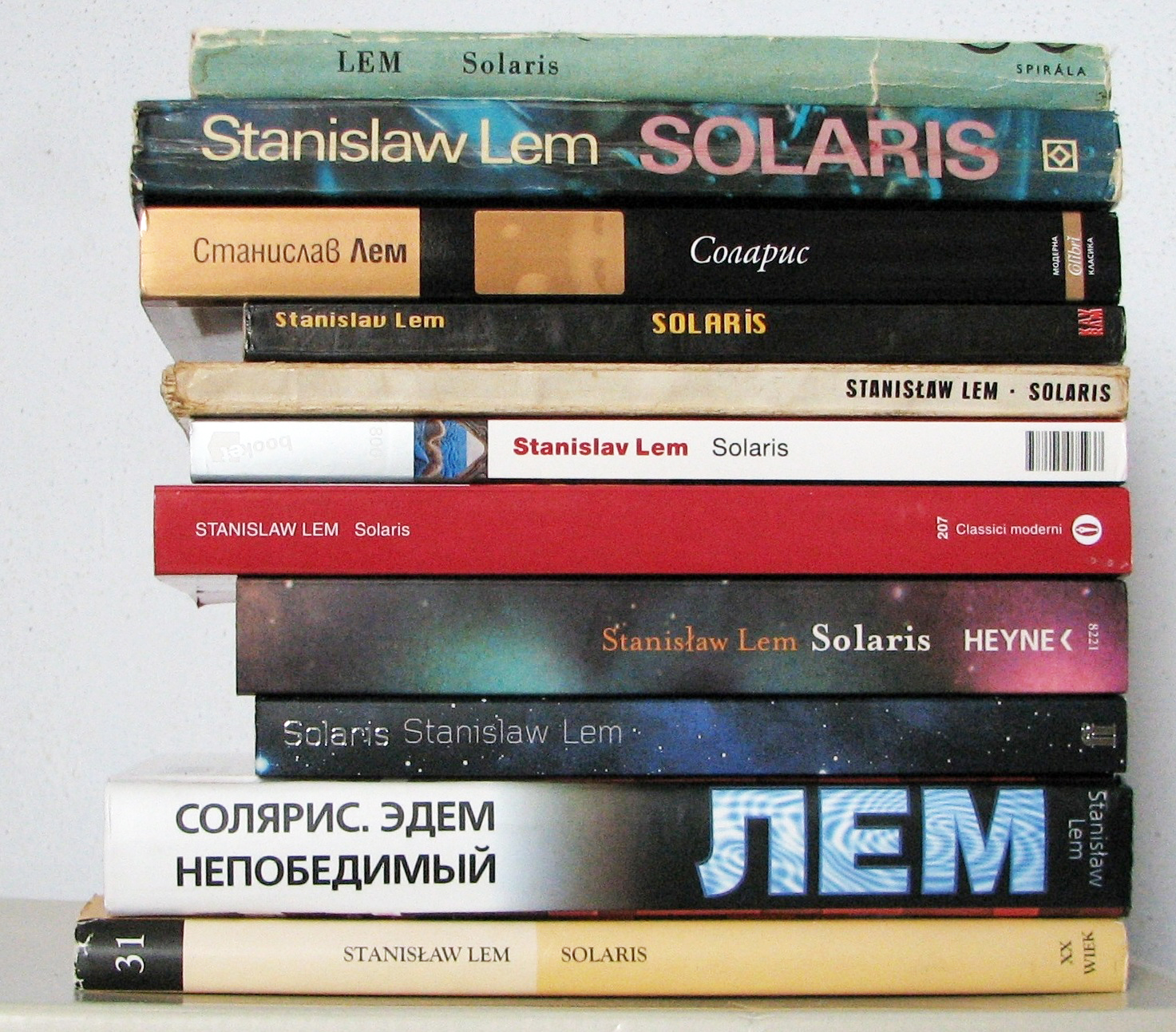
Ein Teil der Ausgaben von Solaris, einem von Lems bekanntesten Romanen, der in 31 Sprachen übersetzt wurde. Von unten: Polnisch, Russisch, Englisch, Deutsch, Italienisch, Spanisch, Ungarisch, Türkisch, Bulgarisch, Finnisch, Tschechisch.

1951 wurde sein erster Roman Astronauci (dt. Der Planet des Todes, auch als Die Astronauten bekannt) veröffentlicht. Sein erstgeschriebener Roman Der Mensch vom Mars von 1946 erschien in Buchform erst 1989. Seinen ersten literarischen Durchbruch schaffte er 1956 mit der Veröffentlichung von Obłok Magellana (dt. Gast im Weltraum). In den darauffolgenden Jahren schrieb er seine wichtigsten Science-Fiction-Romane, darunter Sterntagebücher, Eden, Solaris und Kyberiade. Anfang der 1960er Jahre entstand auch sein wichtigstes nicht-fiktionales Werk, Summa technologiae, über dessen Inhalt er u. a. mit Leszek Kołakowski öffentlich diskutierte (bis dieser 1968 das Land verlassen musste).
1982, nachdem in Polen das Kriegsrecht verhängt worden war, verließ Stanisław Lem sein Heimatland vorübergehend und arbeitete in West-Berlin am Wissenschaftskolleg. Ein Jahr später ging er nach Wien, wo sein Sohn Tomasz die American International School besuchte. In Berlin und Wien schrieb Lem u. a. Der Schnupfen, Der Flop und Fiasko, seinen letzten Roman. In dieser Zeit verschlechterte sich sein Gesundheitszustand deutlich; u. a. trat ein bereits einige Jahre vorher in Polen operierter gutartiger Prostata-Tumor erneut auf. Lem kehrte erst 1988 im Zuge der politischen Veränderungen nach Polen zurück.
Zu seinem engsten Freundeskreis gehörten Jan Józef Szczepański, Jan Błoński, Sławomir Mrożek und Jerzy Wróblewski, später auch Władysław Bartoszewski; auch zu seinem Englisch-Übersetzer Michael Kandel sowie zu seinen Vertretern in Österreich (Franz Rottensteiner), West-Deutschland (Wolfgang Thadewald) und Litauen (Virgilijus Juozas Čepaitis) hatte er ein enges Verhältnis. Mit all diesen Menschen korrespondierte er regelmäßig und ausgiebig. Er kannte persönlich u. a. Wisława Szymborska und Karol Wojtyła.
Stanisław Lem war Mitglied des polnischen Schriftstellerverbandes, des P.E.N.-Clubs und, seit 1972, des Komitees Polen 2000, das unter der Federführung der polnischen Akademie der Wissenschaften steht. Seit 1994 war er Mitglied der PAU (Polska Akademia Umiejętności, deutsch: „Polnische Akademie der Gelehrsamkeit“).
Durch seine utopischen Werke erwarb sich Lem den Ruf, einer der größten Schriftsteller in der Geschichte der SF-Literatur zu sein. Seine Kurzgeschichten, Romane und Essays zeichnen sich insbesondere durch überbordenden Ideenreichtum und fantasievolle sprachliche Neuschöpfungen aus, wobei auch die Kritik an der Machbarkeit und dem Verstehen der technischen Entwicklung im Kontext philosophischer Diskurse immer wieder ein zentraler Bestandteil seiner Werke ist.

„Verlage, die mich in einer mit Science-fiction etikettierten Schublade eingeschlossen haben, taten dies hauptsächlich aus merkantilen und kommerziellen Gründen, denn ich war ein hausbackener und heimwerkelnder Philosoph, der die künftigen technischen Werke der menschlichen Zivilisation vorauszuerkennen versuchte, bis an die Grenzen des von mir genannten Begriffshorizontes.“

Lems (selbst)ironische Einstellung zum Science-Fiction-Genre wird im Einleitungssatz der Kurzgeschichte „Pirx erzählt“ deutlich, in der der Ich-Erzähler sagt: „Utopische Bücher? Doch, die mag ich, aber nur schlechte.“
Als seine Lieblingsschriftsteller nannte Lem Fjodor Michailowitsch Dostojewski, Rainer Maria Rilke, Franz Kafka sowie die Brüder Arkadi und Boris Strugazki. In den 1970er Jahren rief er eine Reihe von Veröffentlichungen ins Polnische übersetzter SF-Klassiker beim Wydawnictwo Literackie ins Leben (Stanisław Lem poleca, dt. Stanisław Lem empfiehlt), darunter Ursula K. Le Guin und Philip K. Dick. Mit Letzterem korrespondierte er in dieser Zeit.

## Ausgewählte Figuren aus Lems Werken

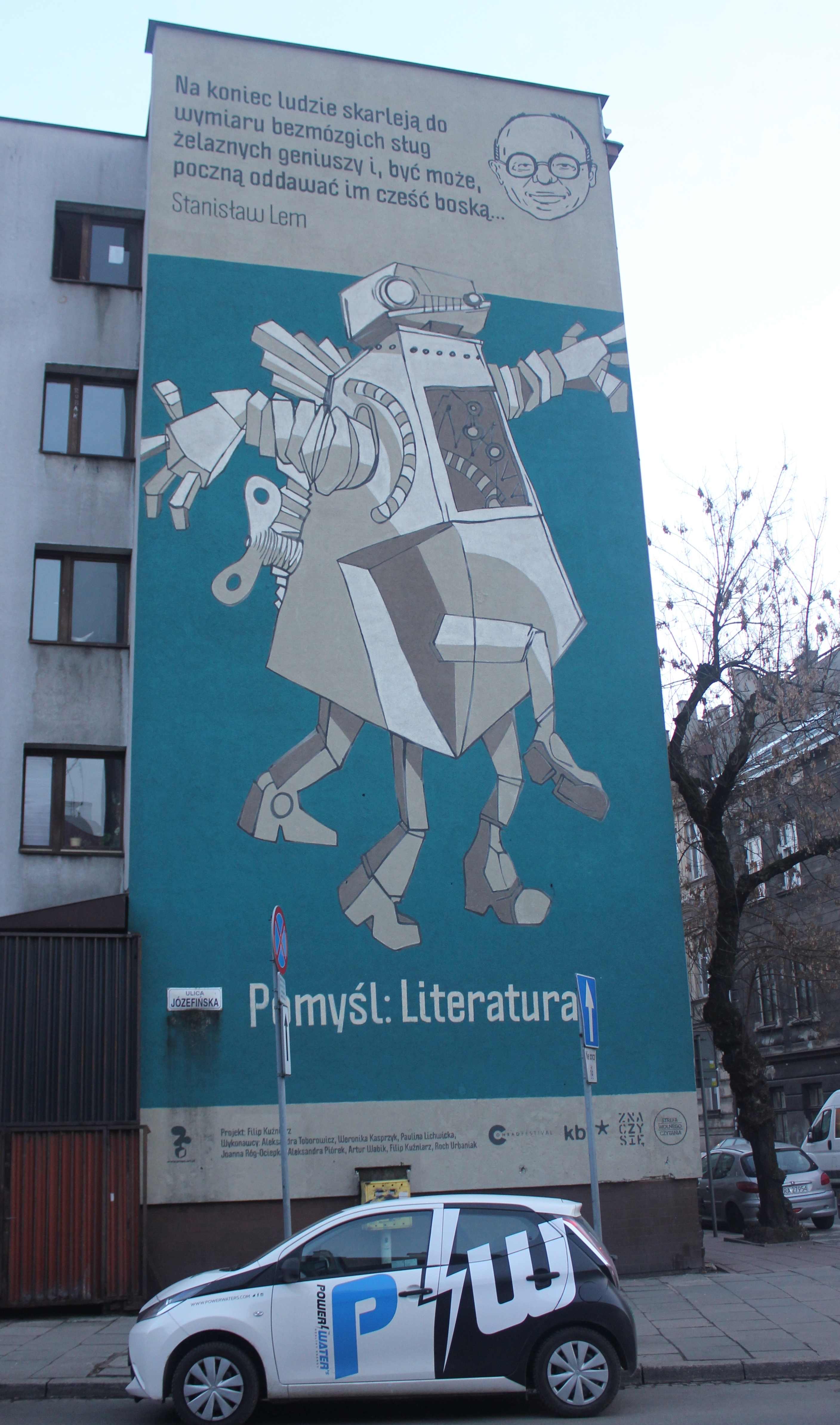
Mural in Krakau zur Erinnerung an Lem.

### Ijon Tichy
Eine der Hauptpersonen in Lems Werk ist Ijon Tichy (abgeleitet von Cichy, polnisch für: „Der Stille“). Er ist die Hauptfigur in Sterntagebücher und einigen weiteren Romanen (Der futurologische Kongress, Lokaltermin und Frieden auf Erden bzw. Der Flop). Er ist eine Art Weltraum-Münchhausen, der irrwitzige Abenteuer auf fremden Welten erlebt. Im Zusammenhang mit Tichy tritt in einigen Geschichten auch sein Freund Professor Tarantoga auf. Unter anderem ist er es, der Tichy zum Futurologischen Kongress schickt.

### Pirx
Der Pilot Pirx erscheint in einer Gruppe von Erzählungen (unter anderen Test, Die Jagd und Terminus, gesammelt in Pilot Pirx) und in dem Roman Fiasko. Er stellt eine eher ernsthafte Figur dar, hat aber auch einige für den Leser amüsante Erlebnisse. Pirx kommt spätestens in Fiasko, einem der letzten Romane Lems, ums Leben – wobei der Leser nicht mit Sicherheit erfährt, ob er es ist, der wiederbelebt wird, oder Parvis, ein anderer Pilot, der ebenfalls in Birnhams Wald auf dem Titan verunglückt war.

### Trurl und Klapauzius
In der Kyberiade – einer Sammlung von Kurzgeschichten – tauchen diese beiden Roboterwesen als Konstrukteure auf. Lem baut hier bewusst eine humoristische Grundstimmung mit märchenhaften Untertönen auf, um seine Gedankenexperimente frei von technischen und physischen Restriktionen durchspielen zu können. So retten Trurl und Klapauzius beispielsweise das Universum, nachdem sie es mit einer ihrer Erfindungen fast vernichtet hätten. Sie beenden Kriege und schaffen neue Welten.

## Verfilmungen
- 1960 wurde Lems Roman Planet des Todes (1954) in der DDR von der DEFA unter dem Titel Der schweigende Stern (Regie: Kurt Maetzig) verfilmt; in der Bundesrepublik lief der Film später als Raumschiff Venus antwortet nicht.
- Der 1963 gedrehte tschechoslowakische Film Ikarie XB 1 (Regie: Jindrich Polák) beruht zwar auf Lems Roman Gast im Weltraum (1956), nennt den Autor aber nicht im Abspann.
- Fußend auf Lems Kurzgeschichte Czy pan istnieje, Mr Jones? (dt. Gibt es Sie, Mister Jones?) drehte Andrzej Wajda 1968 den 36-Minuten-Fernsehfilm Przekładaniec (deutsch Rollkuchen), an dessen Drehbuch auch Lem selbst beteiligt war, sodass dieser Film eine der wenigen Lem-Verfilmungen wurde, mit denen der Autor sich im Nachhinein zufrieden zeigte.[17]
- 1973 kam eine ungarische Fernsehserie namens Pirx kalandjai (Regie: István Kazán und András Rajnai)[18] auf insgesamt fünf Episoden.
- 1978 lieferte die Erzählung Die Verhandlung die Grundlage für die polnisch-sowjetische Gemeinschaftsproduktion Testflug zum Saturn (Test pilota Pirxa) in der Regie von Marek Piestrak.
- Lems Roman Solaris (1961) wurde bis dato dreimal verfilmt: zuerst 1968 von Boris Nirenburg (Solaris (1968)), dann 1971 von Andrei Tarkowski (Solaris (1972)) und zuletzt 2002 von Steven Soderbergh (Solaris (2002)). Lem selbst hielt von den beiden letztgenannten Filmen nichts,[19] und seine Meinung zu Nirenburgs Verfilmung ist unbekannt.
- 1978/79 entstanden beiderseits der innerdeutschen Grenze fast gleichzeitig zwei verschiedene Fernsehspiele nach ein und derselben Vorlage, das eine 1978 als deutsch-österreichische Produktion für das ZDF, das zweite im Jahr darauf für das DDR-Fernsehen: Die seltsamen Begegnungen des Prof. Tarantoga (Regie: Chuck Kerremans, mit Richard Münch und Peter Striebeck, 100 Minuten) wurden 1978 vom ZDF gesendet, sein DDR-Pendant Professor Tarantoga und ein seltsamer Gast (Regie: Jens-Peter Proll, mit Eberhard Esche und Volkmar Kleinert, 59 Minuten) im DDR-Fernsehen 1979.
- 1992 produzierten BR und SWF nach Lems Erzählung Der Freund die literarische Filmerzählung Der unsichtbare Freund (Regie: Ray Müller, mit Josef Bierbichler, Andreas Giebel und Volkmar Kleinert, 77 Minuten).
- Basierend auf Lems Geschichtensammlung Sterntagebücher um den Piloten Ijon Tichy wurden 2007 und 2011 für das ZDF die Episoden der TV-Serie Ijon Tichy: Raumpilot – Die Sterntagebücher (Regie: Dennis Jacobsen, Randa Chahoud, Oliver Jahn)[20] realisiert.
- Die Futurama-Folge Planet der Roboter ähnelt einer Geschichte aus den Sterntagebüchern.[21] Ebenso entspricht das in Futurama beschriebene Musikinstrument Holophonor dem von Lem in seinem Roman Der Gast im Weltraum dargestellten Instrument Genetophor (grundsätzlich identische Funktionsweise, einziger Unterschied: bei Lem handelt es sich um ein Tasten- und in Futurama um ein Blasinstrument).
- 2013 wurde der Film The Congress von Ari Folman auf dem Filmfestival in Cannes gezeigt. Das teil-animierte Action-Drama wurde von Stanisław Lems Der futurologische Kongress inspiriert, wobei sich die Handlung aber stark von der Vorlage unterscheidet. Der Film wurde von der Familie Lem und polnischen Lem-Kennern gelobt.[22]

## Weiteres

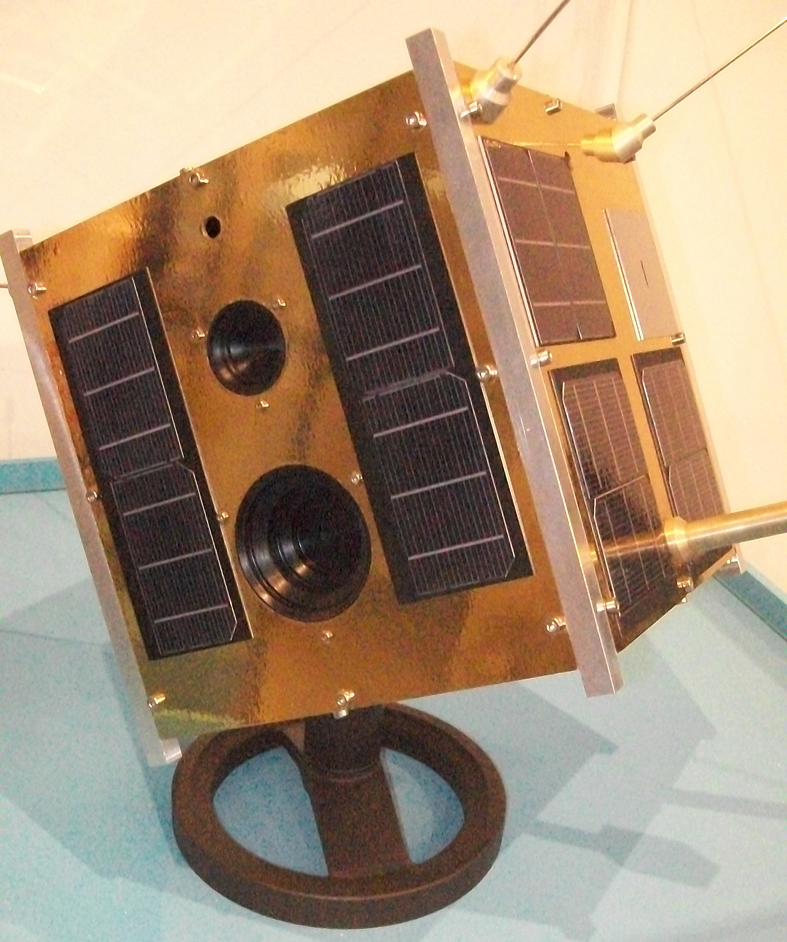
Der polnische Forschungssatellit Lem von 2013.

Im Jahr 2013 wurde der nach ihm benannte polnische Forschungssatellit Lem im Rahmen des internationalen BRITE-Projekts mit einer russisch-ukrainischen Dnepr-Trägerrakete in eine Erdumlaufbahn transportiert. Im deutschsprachigen Raum ist ihm der Stanisław-Lem-Weg in Halle-Neustadt gewidmet.
Der polnische Sejm erklärte 2021 zum Stanisław-Lem-Jahr. Die Widmung wird zwischen Lem, Stefan Wyszyński, Cyprian Norwid, Krzysztof Kamil Baczyński, Tadeusz Różewicz, sowie der Verfassung vom 3. Mai aufgeteilt. Im gleichen Jahr sollte mit The Invincible das erste Lem-Videospiel erscheinen.
In Darmstadt fand von Oktober 2016 bis März 2017 das Komet Lem Festival statt. Das vom Philosophischen Institut der TU Darmstadt, dem Deutschen Polen-Institut und dem Staatstheater ausgerichtete Festival widmete sich Stanisław Lem mit diversen Veranstaltungen wie Lesungen, Theaterstücken und Filmaufführungen, auch musikalische Interpretationen der Werke Lems wurden aufgeführt. Die Ausstellung Lems Tierleben nach Mróz bestand aus Zeichnungen des Illustrators Daniel Mróz rund um Lems Welten.
J. Doyne Farmer bezeichnete Lem ob seiner Verdienste als „Poet Laureate des Künstlichen Lebens“.

## Ehrungen und Auszeichnungen

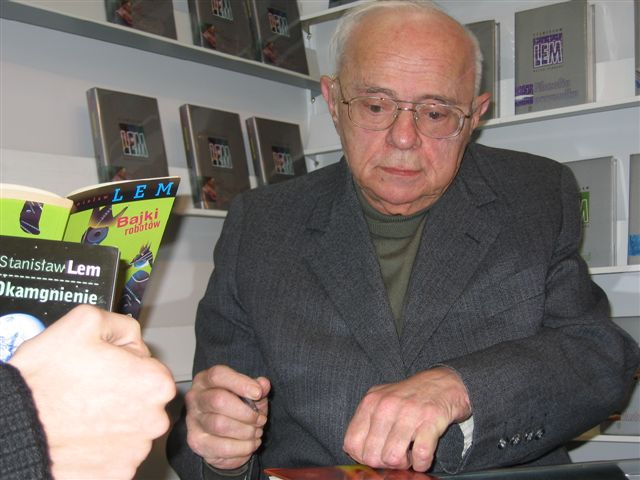
Stanisław Lem bei einer Signierstunde in Krakau im Oktober 2005.

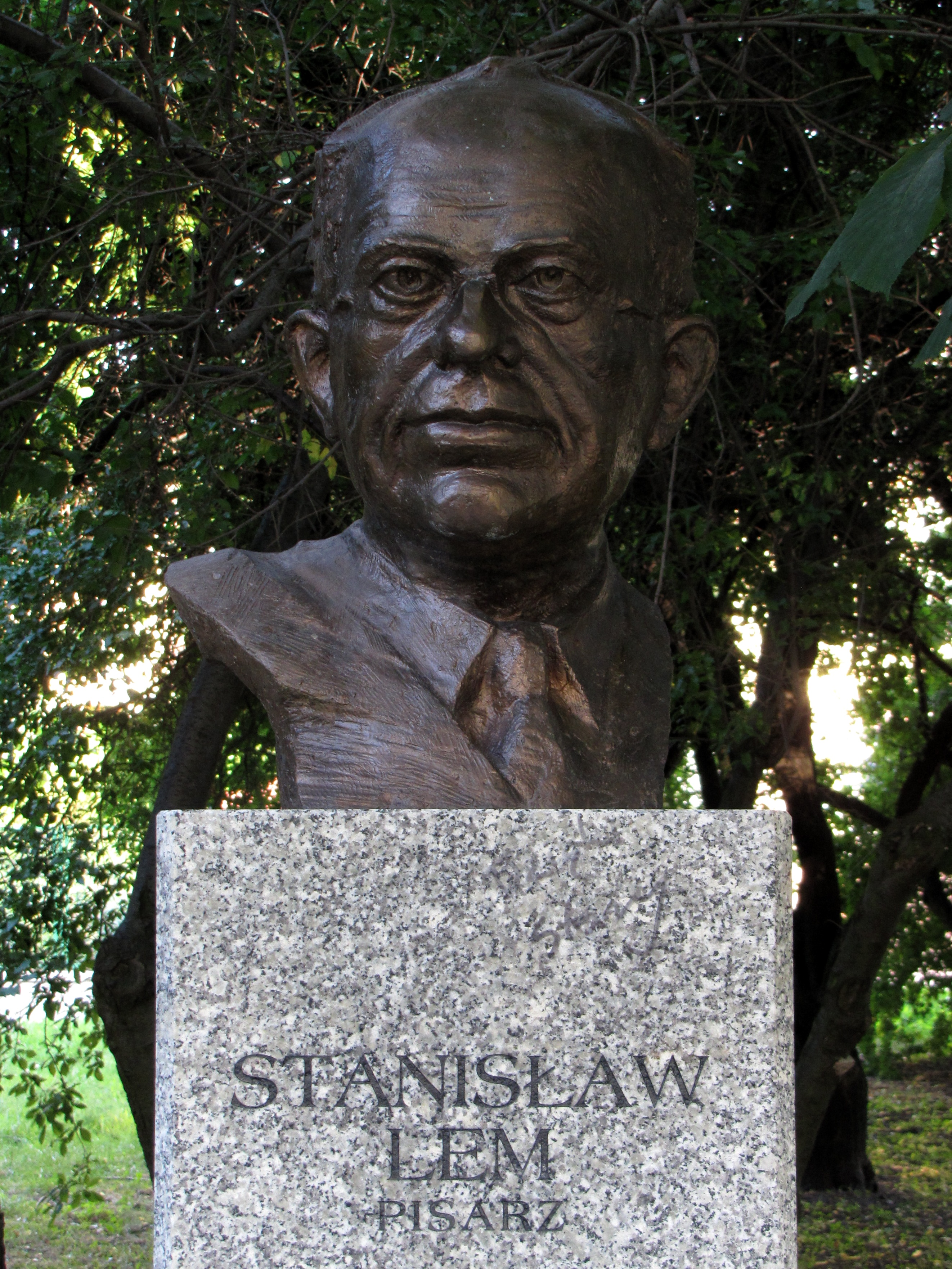
Lem-Denkmal im polnischen Kielce.

- 1955 Goldenes Verdienstkreuz der Republik Polen
- 1959 Offizierskreuz der Polonia Restituta
- 1973 Großer Staatspreis für Literatur der Volksrepublik Polen
- 1977 Seiun Award für Rozprawa als beste fremdsprachige Kurzgeschichte
- 1981 Ehrendoktorwürde der Technischen Hochschule Breslau
- 1986 Österreichischer Staatspreis für Europäische Literatur
- 1987 Literaturpreis der Alfred Jurzykowski Foundation
- 1991 Österreichischer Franz-Kafka-Preis
- 1992 Benennung eines Asteroiden nach ihm: (3836) Lem
- 1996 Order Orła Białego (Weißer-Adler-Orden)
- 1997 Ehrenbürgerschaft der Stadt Krakau
- 1998 Ehrendoktortitel der Universitäten Oppeln und Krakau sowie der Staatlichen Medizinischen Universität Lwiw
- 2003 Ehrendoktor der Technischen Fakultät der Universität Bielefeld (Dr. rer. nat. h. c.)
- 2004 Mitglied der Akademie der Künste in Berlin

1973 wurde Lem die Ehrenmitgliedschaft der Science Fiction and Fantasy Writers of America (SFWA) verliehen. Diese wurde ihm 1976 wieder entzogen. Den Entzug hatten verschiedene amerikanische SF-Autoren, darunter Philip José Farmer, gefordert. Sie waren einerseits über Lems ablehnende Haltung gegenüber einem großen Teil der westlichen Science Fiction empört, andererseits waren unter ihnen laut Ursula K. LeGuin „kalte Krieger“, die fanden, dass ein Mann, der hinter dem Eisernen Vorhang lebe und sich über amerikanische SF unverschämt äußere, ein Commie (Kommunist) sein müsse, der in der SFWA nichts zu suchen habe. LeGuin trat danach aus Protest aus der SFWA aus. Ein weiteres Argument für den Entzug der Ehrenmitgliedschaft war technischer Natur; die Ehrenmitgliedschaft sollte nicht an Autoren verliehen werden, die als zahlendes Mitglied in Frage kamen. Dieses Argument brachte laut seinem Biographen Lawrence Sutin Philip K. Dick vor, der Lem für Schwierigkeiten bei den Honorarzahlungen für die polnische Ausgabe seines Romans Ubik verantwortlich machte, um es ihm, so Sutin, „mit gleicher Münze heimzuzahlen“. Ähnliches berichtete auf Basis von erhaltener Korrespondenz zwischen Lem und Dick Lems Biograf, Wojciech Orliński. Dick hatte sich jedoch dafür ausgesprochen, Lem als zahlendes Mitglied zuzulassen. Eine solche Mitgliedschaft wurde Lem dann auch angeboten, er lehnte sie jedoch ab.

## Werke
Die Jahreszahlen geben das Ersterscheinungsdatum an. Einige von Stanisław Lems Werken erschienen aufgrund der seinerzeitigen politischen Verhältnisse in Polen zuerst nur in Übersetzung. Es gibt für eine Reihe von Werken zwei deutsche Übersetzungen (und oft auch Titelübersetzungen), einmal in der DDR (Volk und Welt), einmal in der Bundesrepublik Deutschland (Suhrkamp bzw. Insel Verlag).

### Sachliteratur
- 1957: Dialoge. Mit einem Nachwort des Autors (= edition suhrkamp. Band 13). Suhrkamp Verlag, Frankfurt am Main 1980, ISBN 3-518-11013-6 (polnisch: Dialogi. Übersetzt von Jens Reuter).
- 1964: Summa technologiae. Mit einem Vorwort des Autors. Insel Verlag, Frankfurt am Main 1976, DNB 770049095.[33]
- 1968: Philosophie des Zufalls. Zu einer empirischen Theorie der Literatur. Insel Verlag, Frankfurt am Main (polnisch: Filozofia przypadku. Übersetzt von Friedrich Griese).
  - Band 1. 1983, ISBN 3-458-14090-5.
  - Band 2. 1985, ISBN 3-458-14285-1.
- 1970: Phantastik und Futurologie. Insel Verlag, Frankfurt am Main (polnisch: Fantastyka i futurologia. Übersetzt von Beate Sorger, Wiktor Szacki, Edda Werfel).
  - Band 1. 1977, ISBN 3-458-05026-4.
  - Band 2. 1980, ISBN 3-458-04922-3.
- 1978: Summa technologiae. Mit einem Vorwort des Autors. Insel Verlag, Frankfurt am Main 1976, DNB 770049095.
- 1978: Essays. Suhrkamp Verlag, Frankfurt am Main (polnisch: Rozprawy i szkice. Übersetzt von Friedrich Griese).
  - Band 1: Sade und die Spieltheorie. 1986, ISBN 3-518-37804-X.
  - Band 2: Über außersinnliche Wahrnehmung. 1987, ISBN 3-518-37872-4.
  - Band 3: Science fiction. Ein hoffnungsloser Fall mit Ausnahmen. 1987, ISBN 3-518-37939-9.
- 1992: Die Vergangenheit der Zukunft. Insel Verlag, Frankfurt am Main/Leipzig 1992, ISBN 3-458-16263-1.
- 1996: Die Technologiefalle. Essays. Insel Verlag, Frankfurt am Main/Leipzig 2001, ISBN 3-458-17039-1 (polnisch: Tajemnica chińskiego pokoju. Übersetzt von Albrecht Lempp, Friedrich Griese).
- 1999: Die Megabit-Bombe. Essays zum Hyperspace. Heise Gruppe, Hannover 2003, ISBN 3-936931-00-3 (polnisch: Bomba megabitowa. Übersetzt von Ryszard Krolicki, Johanna Chwat).
- 2000: Riskante Konzepte. Essays. Insel Verlag, Frankfurt am Main/Leipzig 2001, ISBN 3-458-17085-5 (polnisch: Okamgnienie. Übersetzt von Andreas Lawaty).
- 2003: DyLEMaty (Wörtl.: DiLEMmata), 2003 (pl., Wydawnictwo Literackie, Kraków 2003)
- 2006: Rasa drapieżców – Teksty ostatnie (Wörtl.: Die Art/Rasse der Raubtiere – Letzte Texte), 2006 (pl., Wydawnictwo Literackie, Kraków 2006)

### Science-Fiction
- 1946: Der Mensch vom Mars. Insel-Verlag, Frankfurt am Main 1989, ISBN 3-458-16041-8 (polnisch: Człowiek z Marsa. Übersetzt von Hanna Rottensteiner).
- 1951: Der Planet des Todes. Auch: Die Astronauten. Verlag Volk und Welt, Ost-Berlin 1954, DNB 452797322 (polnisch: Astronauci. Übersetzt von Rudolf Pabel).
- 1955: Gast im Weltraum. Utopischer Roman. Verlag Volk und Welt, Ost-Berlin 1956, DNB 452797403 (polnisch: Obłok Magellana. Übersetzt von Rudolf Pabel).
- 1957: Die Sterntagebücher des Weltraumfahrers Ijon Tichy. Verlag Volk und Welt, Ost-Berlin 1961, DNB 452797373 (polnisch: Dzienniki gwiazdowe. Übersetzt von Rudolf Pabel).
- 1959: Eden. Ein wissenschaftlichutopischer Roman. Gebr. Zimmermann-Verlag, Balve 1960, DNB 452797381 (polnisch: Eden. Übersetzt von Paul Kempner).
- 1961: Solaris. Roman. Marion von Schröder Verlag, Hamburg/Düsseldorf 1972, ISBN 3-547-75868-8 (polnisch: Solaris. Übersetzt von Irmtraud Zimmermann-Göllheim).
Auch: Solaris. Verlag Volk und Welt, Ost-Berlin 1983 (polnisch: Solaris. Übersetzt von Kurt Kelm).
- 1961: Memoiren, gefunden in der Badewanne. Insel Verlag, Frankfurt am Main 1974, ISBN 3-458-05891-5 (polnisch: Pamiętnik znaleziony w wannie. Übersetzt von Walter Tiel).
- 1961: Transfer. Roman. Auch: Rückkehr von den Sternen. Marion von Schröder Verlag, Düsseldorf 1974, ISBN 3-547-75872-6 (polnisch: Powrót z gwiazd. Übersetzt von Maria Kurecka).
- 1961: Mondnacht. Hör- und Fernsehspiele. Insel Verlag, Frankfurt am Main 1977, ISBN 3-458-05050-7 (polnisch: Noc księżycowa. Übersetzt von Klaus Staemmler).
- 1964: Der Unbesiegbare. Roman. Verlag Volk und Welt, Ost-Berlin 1967, DNB 457403144 (polnisch: Niezwyciężony. Übersetzt von Roswitha Dietrich).
- 1964: Robotermärchen. Eulenspiegel-Verlag, Ost-Berlin 1969, DNB 457403136 (polnisch: Bajki robotów. Übersetzt von Caesar Rymarowicz).
Auch: Robotermärchen. Suhrkamp Verlag, Frankfurt am Main 1973, DNB 730411273 (polnisch: Bajki robotów. Übersetzt von Irmtraud Zimmermann-Göllheim, Caesar Rymarowicz).
- 1965: Kyberiade. Fabeln zum kybernetischen Zeitalter. Insel Verlag, Frankfurt am Main 1983, ISBN 3-458-14030-1 (polnisch: Cyberiada. Übersetzt von Jens Reuter, Caesar Rymarowicz, Karl Dedecius, Klaus Staemmler).
- 1968: Pilot Pirx. (polnisch: Opowieści o pilocie Pirxie.).
  - Test. Phantastische Erzählungen. Verlag Volk und Welt, Ost-Berlin 1968, DNB 457403217 (polnisch: Opowieści o pilocie Pirxie, 1. Teil. Übersetzt von Caesar Rymarowicz).
  - Die Jagd. Neue Geschichten vom Piloten Pirx. Verlag Volk und Welt, Ost-Berlin 1972, DNB 730414892 (polnisch: Opowieści o pilocie Pirxie, 2. Teil. Übersetzt von Roswitha Buschmann, Kurt Kelm, Barbara Sparing).
- 1968: Die Stimme des Herrn. Roman. Verlag Volk und Welt, Ost-Berlin 1981, DNB 820318132 (polnisch: Głos Pana. Übersetzt von Roswitha Buschmann).
- 1969: Nacht und Schimmel. Erzählungen. Insel Verlag, Frankfurt am Main 1972, DNB 720120713 (polnisch: Opowiadania. Übersetzt von Irmtraud Zimmermann-Göllheim).
- 1971: Der futurologische Kongreß. Aus Ijon Tichys Erinnerungen. Insel Verlag, Frankfurt am Main 1974, ISBN 3-458-05855-9 (polnisch: Kongres futurologiczny. Übersetzt von Irmtraud Zimmermann-Göllheim).
Auch: Der futurologische Kongreß. Aus den Erinnerungen des Ijon Tichy. Verlag Volk und Welt, Ost-Berlin 1986, DNB 860890031 (polnisch: Kongres futurologiczny. Übersetzt von Roswitha Matwin-Buschmann).
- 1976: Die Maske. In: Die Maske, Herr F. Zwei Erzählungen. Insel Verlag, Frankfurt am Main 1977, ISBN 3-518-01561-3 (polnisch: Maska. Übersetzt von Klaus Staemmler).
Auch: Die Maske. In: Der Fotograf des Unsichtbaren und andere phantastische Geschichten. Verlag Volk und Welt, Ost-Berlin 1978, DNB 790019205 (polnisch: Maska. Übersetzt von Hubert Schumann).
- 1981: Also sprach GOLEM. Insel Verlag, Frankfurt am Main 1984, ISBN 3-458-14139-1 (polnisch: Golem XIV. Übersetzt von Friedrich Griese).
- 1982: Lokaltermin. Roman. Verlag Volk und Welt, Ost-Berlin 1985, DNB 860507009 (polnisch: Wizja Lokalna. Übersetzt von Hubert Schumann).
- 1986: Der Flop. Roman. Auch: Frieden auf Erden. Verlag Volk und Welt, Ost-Berlin 1986, ISBN 3-353-00018-6 (polnisch: Pokój na ziemi. Übersetzt von Hubert Schumann).
- 1986: Fiasko. Roman. S. Fischer Verlag, Frankfurt am Main 1986, ISBN 3-10-043302-5 (polnisch: Fiasko. Übersetzt von Hubert Schumann).

### Kurzgeschichten (Auswahl)
- 1957 Die Ratte im Labyrinth
- 1959 Invasion vom Aldebaran
- 1968 Pilot Pirx
- 1976 Die Maske
- 1981 Das Rätsel

### Fiktive Rezensionen und Vorworte
- Doskonała próżnia, 1971 (dt. Die vollkommene Leere, 1973; Das absolute Vakuum, 1984) – Buchbesprechungen nichtexistierender Bücher
- Wielkość urojona, 1973 (dt. Imaginäre Größe, 1976) – Vorworte zu nichtexistierenden Büchern
- Prowokacja, 1980 (dt. Provokation, 1981)
- One Human Minute (dt. Eine Minute der Menschheit, Suhrkamp 1983)
- Weapon Systems of the 21st Century or the Upside Down Evolution (dt. Waffensysteme des 21. Jahrhunderts, Suhrkamp 1983)
- The World as Holocaust (dt. Das Katastrophenprinzip, 1983)

### Deutsche Zusammenstellungen
- Test (Erzählungen) (1968)
- Die Jagd. Neue Geschichten des Piloten Pirx. Aus dem Polnischen übersetzt von Roswitha Buschmann, Kurt Kelm und Barbara Sparing, Verlag Volk und Welt, Berlin 1972.
- Der Getreue Roboter (Fernsehspiele) (1975)
- Mondnacht (Hör- und Fernsehspiele) (1977)
- Der Schnupfen/Test (DDR 1977)
- Der Unbesiegbare/Die Jagd (DDR 1977)
- Eden/Die Maske (DDR 1977)
- Die Falle des Gargancjan (Erzählungen) (1979)
- Erzählungen (1980)
- Die phantastischen Erzählungen des Stanislaw Lem (1980)
- Mehr phantastische Erzählungen des Stanislaw Lem (1981)
- Terminus (Erzählungen) (1981)
- Die Ratte im Labyrinth (Erzählungen) (1982)
- Provokationen (Fiktive Rezensionen) (1988)
- Irrläufer (Erzählungen von vor 1947) (1989)
- Technologie und Ethik (Lesebuch) (1990)
- Die Entdeckung der Virtualität (1996)

### Verschiedene
- Jacht „Paradise”. Sztuka w czterech aktach, 1951 (gemeinsam mit Roman Hussarski) – Theaterstück
- Szpital przemienienia, 1955 (dt. Die Irrungen des Dr. Stefan T., 1959, Das Hospital der Verklärung (1. Teil von „Die Irrungen …“)). Beschreibt die Konfrontation eines jungen polnischen Arztes mit der Ermordung von Psychiatriepatienten durch die deutschen Besatzungstruppen in Polen[34].  Ursprünglich verlegt als Trilogie Czas nieutracony mit den drei Bänden Szpital przemienienia, Wśród umarłych und Powrót.
- Śledztwo, 1959 (dt. Die Untersuchung, 1975) – Kriminalroman
- Wysoki Zamek, 1968 (dt. Das Hohe Schloß, 1974) – Behandelt die Kindheit von Stanisław Lem (autobiografisch)
- Katar, 1976 (dt. Der Schnupfen, 1977) – Kriminalroman, 1979 mit dem Grand prix de littérature policière ausgezeichnet
- Vorwort im Nachhinein, 1983 (dt., in: Hennings/Müller/Vowe/Wersig (Hrsg.) Informations- und Kommunikationsstrukturen der Zukunft – Workshop mit Stanislaw Lem, München 1983, mit Beiträgen von Dietrich Dörner, Herbert W. Franke, Wolfgang Giloi, Winfried Göpfert, Helmut Krauch, Thomas von Randow, Franz Rottensteiner, Thomas Trautner u. a.), ISBN 3-7705-2199-4
- Stanisław Lem – Listy albo opór materii, 2002 (dt. Der Widerstand der Materie: Ausgewählte Briefe. Hrsg. von Robert F. Barkowski. Parthas Verlag, Berlin 2008, ISBN 978-3-86601-475-6) – Sammlung von Briefen
- Sknocony kryminał, 2009 (dt. Versauter Krimi) – Kriminalroman (posthum verlegt, unbeendet, Ende der 1950er Jahre geschrieben)
- Stanisław Lem, Sławomir Mrożek Listy, 2011 (Wydawnictwo Literackie, Kraków 2011, ISBN 978-83-08-04730-9) – eine Sammlung von Briefen zwischen Lem und seinem Freund Sławomir Mrożek
- Sława i fortuna. Listy Stanisława Lema do Michaela Kandla 1972–1987 (Wörtl.: Ruhm und Glück. Stanislaw Lems Briefe an Michael Kandel 1972–1987), 2013 (Wydawnictwo Literackie, Kraków 2013, ISBN 978-83-08-04934-1) – Sammlung von Briefen an Michael Kandel, den Übersetzer von Lems Werken ins Englische

- Stanislaw Lem, Stanislaw Bereś: Lem über Lem. Gespräche. Insel, Frankfurt/M. 1986, ISBN 3-458-14511-7.

### Hörspielbearbeitungen
- Professor Tarantogas Sprechstunde. Aus dem Polnischen von Klaus Staemmler. Mit: Kurt Lieck (Professor Tarantoga), Eric P. Caspar (Magister Sianko), Willy Semmelrogge (Der bärtige Herr Fryk, Erfinder des Perpetuum mobile), Dietrich Thoms (Der Zudecker von Erfindungen), Wolfried Lier (Ingenieur Zumpf), Karl Lieffen (Schneller, der Erfinder des ANTER), Herbert Bötticher, Max Mairich (Antecepisten). Regie: Dieter Hasselblatt. Länge: 58′50″. Bayerischer Rundfunk 1977.[35]

### Tonträger
- Robotermärchen – Gert Haucke liest Zifferoticon, König Globares und die Weisen, Deutsche Grammophon Literatur, 1978
- Sterntagebücher, gelesen von Michael Schwarzmaier, 3 CDs, Hörbuchproduktionen, (Mai 2003), ISBN 978-3-89614-267-2
- Robotermärchen, gelesen von Michael Schwarzmaier, 4 CDs, Hörbuchproduktionen, (September 2001), ISBN 978-3-89614-236-8
- Test, gelesen von Michael Schwarzmaier, Terzio GmbH, (September 2005), ISBN 3-89835-443-1
- Die lymphatersche Formel, gelesen von Martin Held, DAV pocket, (September 2004), ISBN 3-89813-345-1
- Sterntagebücher: 7. und 8. Reise, gelesen von Wigald Boning, Die Audiathek, 2 CDs, (2005), ISBN 3-938943-04-1
- Solaris, Sprecher Oliver Stokowski und Hans Peter Hallwachs, DAV, (März 2007), ISBN 3-89813-619-1
- Eden, Roman einer außerirdischen Zivilisation, Sprecher Jochen Striebeck, 6 CDs: Langen/Müller Audio-Books; Gekürzte Fassung des gleichnamigen Romans. (Dezember 2006), ISBN 978-3-7844-4084-2
- Der getreue Roboter, Sprecher Dieter Wien, Vera Oelschlegel, Joachim Tomaschewsky, Marion van de Kamp u. a., 1 CD: Rundfunk der DDR & Der Audio Verlag GmbH; Hörspiel nach einem Einakter. (2003), ISBN 978-3-89813-231-2
- Die Mondnacht, Sprecher Bodo Primus, Horst Michael Neutze u. a., 1 Kassette: Hoerverlag DHV Der GmbH (Dezember 1999), ISBN 3-89584-220-6
- Der Unbesiegbare, Sprecher: Helmut Hafner, 1 CD: hoerbuch.cc (April 2006), ISBN 3-900036-95-0
- Die Sterntagebücher des Weltraumfahrers Ijon Tichy, Sprecher Rolf Römer, Horst Schulze, Fred Düren u. a., LP: VEB Deutsche Schallplatten Berlin, LITERA (8 60 161), 1968

## Sekundärmedien zu Lem und seinem Wirken

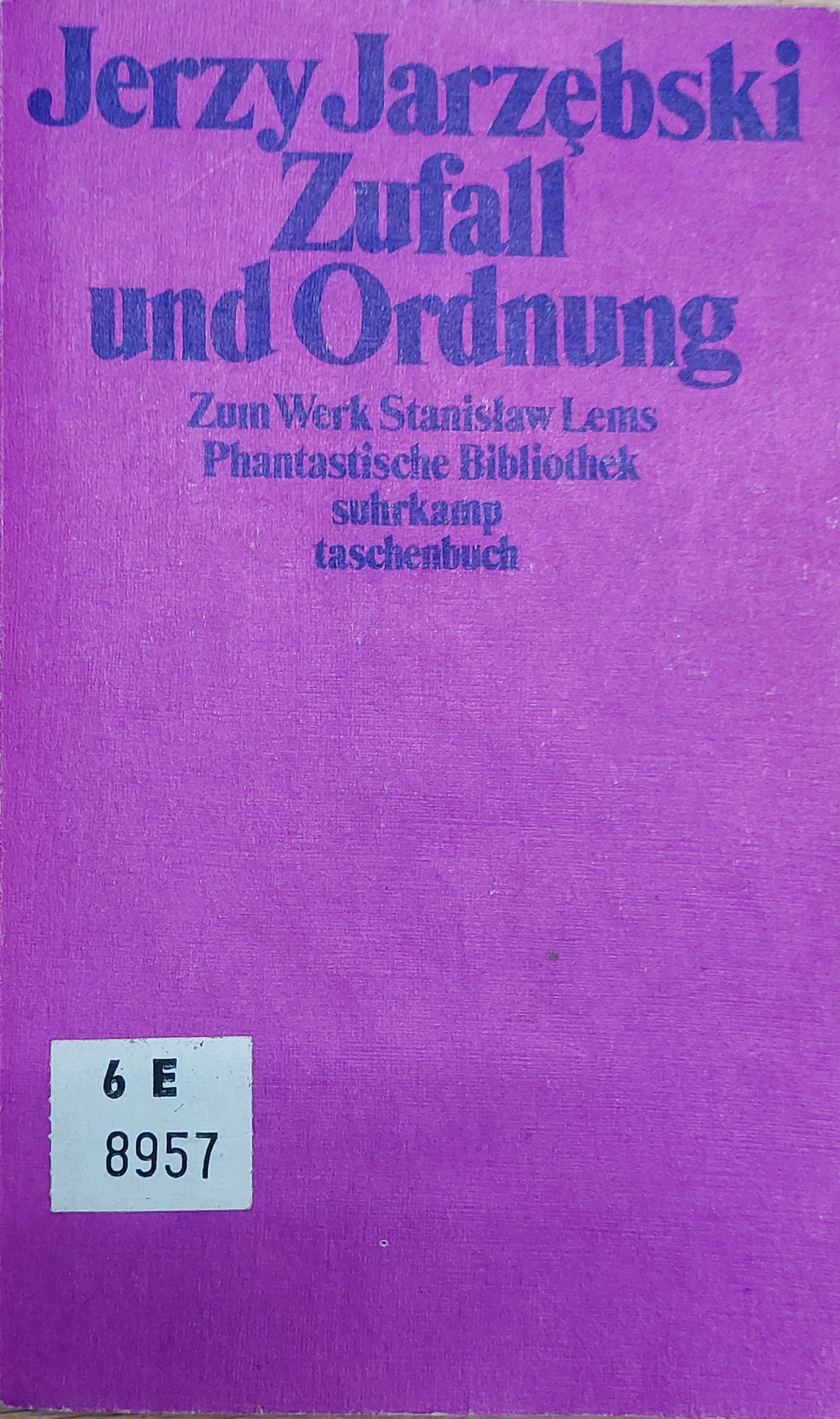
Jerzy Jarzębski: Zufall und Ordnung (1986)

- Werner Berthel (Hrsg.): Stanislaw Lem: Der dialektische Weise aus Kraków: Werk und Wirkung. Insel, Frankfurt a. M. 1976.
- Donald H. Tuck: The Encyclopedia of Science Fiction and Fantasy through 1968. Advent, Chicago 1974, ISBN 0-911682-20-1, S. 270.
- Werner Berthel (Hrsg.): Über Stanislaw Lem. Suhrkamp, Frankfurt/M. 1981, ISBN 3-518-37086-3.
- Hans Joachim Alpers, Werner Fuchs, Ronald M. Hahn: Reclams Science-fiction-Führer. Reclam, Stuttgart 1982, ISBN 3-15-010312-6, S. 258–262.
- Florian Marzin: Stanislaw Lem: An den Grenzen der Science Fiction und darüber hinaus. Corian-Verlag Wimmer, Meitingen 1985, ISBN 3-89048-208-2.
- Jerzy Jarzębski: Zufall und Ordnung. Zum Werk Stanislaw Lems. Übersetzung Friedrich Griese. Suhrkamp, Frankfurt/M. 1986, ISBN 3-518-37790-6.
- Craig Barrow: Lem, Stanislaw. In: James Gunn: The New Encyclopedia of Science Fiction. Viking, New York u. a. 1988, ISBN 0-670-81041-X, S. 273.
- Dieter Hasselblatt: Stanislaw Lem – Philosoph und Kriminalromanschriftsteller. In: Wolfgang Jeschke (Hrsg.): Das Science Fiction Jahr 1990 (Band 5). Wilhelm Heyne Verlag, München 1990, S. 290–289. ISBN 3-453-03905-X.
- Hans Joachim Alpers, Werner Fuchs, Ronald M. Hahn, Wolfgang Jeschke: Lexikon der Science Fiction Literatur. Heyne, München 1991, ISBN 3-453-02453-2, S. 657–660.
- Bernd Gräfrath: Ketzer, Dilettanten und Genies. Grenzgänger der Philosophie. Junius, Hamburg 1993, ISBN 3-88506-227-5.
- Bernd Gräfrath: Lems Golem: Parerga und Paralipomena. Suhrkamp, Frankfurt/M. 1996, ISBN 3-518-39027-9.
- Peter Swirski: A Stanislaw Lem Reader. Northwestern University Press, Evanston, IL. 1997. ISBN 0-8101-1495-X.
- Zygmunt Tęcza: Das Wortspiel in der Übersetzung. Stanislaw Lems Spiele mit dem Wort als Gegenstand interlingualen Transfers. Linguistische Arbeiten, Bd. 367, Max Niemeyer Verlag, Tübingen 1997, ISBN 3-484-30367-0.
- Bernd Gräfrath: Es fällt nicht leicht, ein Gott zu sein. Ethik für Weltenschöpfer von Leibniz bis Lem. Beck, München 1998, ISBN 3-406-42065-6.
- Holger Arndt: Stanislaw Lems Prognose des Epochenendes: die Bedrohung der menschlichen Kultur durch Wissenschaft, Technologie und Dogmatismus. Wissenschaftliche Buchgesellschaft, Darmstadt 2001, ISBN 3-534-15139-9.
- George Mann: The Mammoth Encyclopedia of Science Fiction. Robinson, London 2001, ISBN 1-84119-177-9, S. 191–193.
- Jacek Rzeszotnik: Ein zerebraler Schriftsteller und Philosoph namens Lem. Zur Rekonstruktion von Stanislaw Lems Autoren- und Werkbild im deutschen Sprachraum anhand von Fallbeispielen. Universitätsverlag Wrocław, Breslau 2003, ISBN 83-229-2378-3.
- Bartholomäus Figatowski: Zwischen utopischer Idee und Wirklichkeit: Kurd Laßwitz und Stanislaw Lem als Vertreter einer mitteleuropäischen Science fiction. Wetzlar 2004.
- Patrick Großmann: Interview Intelligenz ist ein Rasiermesser. Interview in: GALORE Band 17, Krakau 2004.
- Joscha Remus: Auch Hosenträger sind intelligent. Interview in: Die Zeit, 5. Januar 2005.
- Joscha Remus: Im Ramschladen der Phantasie. Zweites Interview mit Stanislaw Lem in Krakau. Interview in: Die Zeit, 18. Januar 2005.
- Michael Düring, Ulrike Jekutsch (Hrsg.): Stanisław Lem – Mensch, Denker, Schriftsteller. Beiträge einer deutsch-polnischen Konferenz im Jahr 2000 in Greifswald und Szczecin. Harrassowitz, Wiesbaden 2005, ISBN 3-447-05147-7.
- Marcus Jensen: Das Ghetto der Gattung. Stanislaw Lems Phantastik und Futurologie – eine Beseufzung der Science Fiction. In: die horen (Band 217). Bremerhaven 2005, S. 45–54. ISBN 3-86509-265-9.
- Don D’Ammassa: Encyclopedia of Science Fiction. Facts On File, New York 2005, ISBN 0-8160-5924-1, S. 227 f.
- Dagmar Schmauks: In memoriam Stanislaw Lem (1921–2006). In: Zeitschrift für Semiotik 29,2–3 (2007). Stauffenburg, Tübingen, S. 277–282.
- Erik Simon: Stanislaw Lem. Nekrolog. In: Sascha Mamczak, Wolfgang Jeschke (Hrsg.): Das Science Fiction Jahr 2007. Heyne, München 2007, ISBN 978-3-453-52261-9. S. 364–376.
- Wolfgang Neuhaus: Kritik der phantastischen Vernunft. Wie Stanisław Lem sich einst die „Pseudo-Science-Fiction“ vornahm und zu dem Ergebnis kam, daß der Empirismus doch nicht das Maß aller Dinge ist. In: Sascha Mamczak, Sebastian Pirling, Wolfgang Jeschke (Hrsg.): Das Science Fiction Jahr 2013. Wilhelm Heyne Verlag, München 2013, ISBN 978-3-453-53444-5, S. 122–141.
- Andrzej Klamt: Stanisław Lem. Das Märchen von der Zukunft. ZDF/3sat, Deutschland 2015.
- Borys Lankosz: Stanisław Lem. Der literarische Kosmonaut. Arte/TVP, Polen 2015.  TV-Doku mit vielen Filmausschnitten und Originalinterviews
- Jurij Murasov, Sylwia Werner (Hrsg.): Science oder Fiction? Stanisław Lems Philosophie der Technik und Wissenschaft, Paderborn: Fink 2017.
- Wojciech Orliński: Lem: Życie nie z tej ziemi. Agora/Czarne, Warszawa/Sękowa 2017, ISBN 978-83-8049-552-4.
- Darko Suvin, John Clute: Lem, Stanislaw. In: John Clute, Peter Nicholls: The Encyclopedia of Science Fiction. 3. Auflage (Online-Ausgabe), Version vom 25. April 2018.
- Lech Keller, Wstęp do Lemologii (Einführung in die Lemologie) – Acta Polonica Monashiensis (Monash University: Melbourne, Victoria, Australia) Volume 3 Number 1, 2019 ISSN 1326-8562 – über Lemologie und Lemologen
- Lech Keller, Przyczynek do biografii Stanisława Lema (Beitrag zur Biographie von Stanislas Lem) – Acta Polonica Monashiensis (Monash University: Melbourne, Victoria, Australia) Volume 3 Number 2, 2019  ISSN 1326-8562
- Dietmar Dath: Niegeschichte. Science Fiction als Kunst- und Denkmaschine. Matthes & Seitz, Berlin 2019, ISBN 978-3-95757-785-6, S. 490–502.
- Tomasz Lem: Zoff wegen der Gravitation : Oder: Mein Vater, Stanisław Lem. Harrassowitz Verlag, Wiesbaden, 2021, ISBN 978-3-447-11622-0.
- Lech Keller, Lem Little Known (Weniger bekanntes über Lem) – Acta Polonica Monashiensis (Monash University: Melbourne, Victoria, Australia) Volume 4 Number 1, 2021 ISSN 1326-8562 – Biographie von Lem auf Englisch LEM LITTLE KNOWN
- Jacek Rzeszotnik (Hrsg.): Ein Jahrhundert Lem (1921/2021). Neisse Verlag, Dresden 2021. ISBN 978-3-86276-314-6.
- Jutta Braun: Die Realität der Fiktion. Historische Erfahrung und Futurologie im Werk von Stanisław Lem – zum 100. Geburtstag. In: Zeithistorische Forschungen 18 (2021), S. 214–224.
- Alexander Friedrich et al. (Hrsg.): Kosmos Stanisław Lem. Zivilisationspoetik, Wissenschaftsanalytik und Kulturphilosophie. Tagungsband „Kosmos Lem“, Darmstadt 2017. Reihe Veröffentlichungen des Deutschen Polen-Instituts. Harrassowitz Verlag, Wiesbaden 2021. ISBN 978-3-447-11623-7.
- Norbert Lang, Alexander Wasner: Meister der Science-Fiction – 100 Jahre Stanislaw Lem. SWR 2 Diskussion, 8. September 2021.  Gespräch mit der Philosophin Petra Gehring und dem Literaturwissenschaftler Philipp Theisohn
- Sven Ahnert: Stanislaw Lem – Visionär zwischen Science und Fiction. SWR2 Wissen, 10. September 2021. Radio-Porträt zum 100. Geburtstag
- Dietmar Dath, Dana Grigorcea: Alter Mann schreit Sterne an. Zum hundertsten Geburtstag von Stanislaw Lem. FAZ Bücher-Podcast, 12. September 2021.  Literaturwissenschaftliche Einordnung in die Phantastik
- Ralf D. Hennings, Wolfgang Müller, Gerhard Vowe, Gernot Wersig: Informations- und Kommunikationsstrukturen der Zukunft. Bericht anlässlich eines Workshop mit Stanislaw Lem, Verlag Wilhelm Fink 1983, ISBN 978-3-7705-2199-9
- Matthias Schwartz: Prosa der Verstörung. Zum 100. Geburtstag von Stanisław Lem, in: ZfL BLOG, 2. September 2021.
- Alfred Gall: Stanislaw Lem: Leben in der Zukunft. Wissenschaftliche Buchgesellschaft, Darmstadt 2021, ISBN 978-3-8062-4248-5
- Jan-Erik Strasser: Best of Lem. Zum 100. Geburtstag von Stanisław Lem, Suhrkamp Verlag, Berlin 2021, ISBN 978-3-518-47147-0